# Isodontia franzi
Isodontia franzi är en biart som först beskrevs av Cameron 1902.  Isodontia franzi ingår i släktet Isodontia och familjen grävsteklar. Inga underarter finns listade i Catalogue of Life.